# راقص الديسكو
راقص الديسكو هو فيلم رقص هندي من تأليف راهي معصوم رضا وبطولة ميتون شاكرابورتي،راجيش خانا وأوم بوري.

## روابط خارجية
راقص الديسكو على موقع IMDb (الإنجليزية)
- راقص الديسكو على موقع نتفليكس (الإنجليزية)
- راقص الديسكو على موقع ألو سيني (الفرنسية)
- راقص الديسكو على موقع أول موفي (الإنجليزية)
- راقص الديسكو على موقع فيلمافينيتي (الإسبانية)
- راقص الديسكو على موقع قاعدة بيانات الفيلم (الإنجليزية)
- راقص الديسكو على موقع ليتربوكسد (الإنجليزية)
- راقص الديسكو على موقع كينوبويسك (الروسية)